# Jurassic 5 (Album)
Jurassic 5 ist das erste Studioalbum der US-amerikanischen Hip-Hop-Gruppe Jurassic 5. Als Grundlage für das Album diente die zuvor veröffentlichte Jurassic 5 EP, welche mit einigen zusätzlichen Tracks versehen und 1998 als Album bei PAN Records / [PIAS] Recordings veröffentlicht wurde.
Für New Musical Express war Jurassic 5 eines der besten Alben des Jahres 1998.

## Hintergrund
Der korrekte Titel des Albums ist einfach Jurassic 5, auch wenn in einigen Auflistungen fälschlicherweise Jurassic 5 LP als Albumname angegeben wird, da auf dem Albumcover (auch bei der CD-Version) das Kürzel LP zu finden ist, welches jedoch nur zur Abgrenzung der zuvor erschienenen Jurassic 5 EP gedacht war.
Beide Cover, sowohl das der Jurassic 5 EP und des Jurassic 5 Albums wurden von Charles Stewart (Chali 2na) entworfen.
Alle Songs, mit Ausnahme von Improvise, wurden in der Red October Chemical Storage Facility produziert. Das Mastering erfolgte durch Bernie Grundman Mastering.

## Titelliste
Alle Titel wurden von DJ Nu-Mark und Cut Chemist produziert.
| Nr.          | Titel                     | Autor(en)                                                                                     | Länge |
| ------------ | ------------------------- | --------------------------------------------------------------------------------------------- | ----- |
| 1.           | In the Flesh              | Mark Potsic, Dante Givens, Marc Stuart, Charles Stewart, Courtenay Henderson, Lucas MacFadden | 4:05  |
| 2.           | Quality Control Part II   | Postic, MacFadden                                                                             | 0:39  |
| 3.           | Jayou                     | Postic, Givens, Stuart, Stewart, Henderson, MacFadden                                         | 2:58  |
| 4.           | Lesson 6: The Lecture     | MacFadden                                                                                     | 5:32  |
| 5.           | Concrete Schoolyard       | Postic, Givens, Stuart, Stewart, Henderson, MacFadden                                         | 5:21  |
| 6.           | Setup                     | Postic, MacFadden                                                                             | 0:30  |
| 7.           | Action Satisfaction       | Postic, Givens, Stuart, Stewart, Henderson, MacFadden                                         | 3:58  |
| 8.           | Sausage Gut               | Postic, MacFadden                                                                             | 0:19  |
| 9.           | Improvise                 | Postic, Givens, Stuart, Stewart, Henderson, MacFadden                                         | 3:43  |
| 10.          | Blacktop Beat             | MacFadden                                                                                     | 1:25  |
| 11.          | Without a Doubt           | Postic, Givens, Stuart, Stewart, Henderson, MacFadden                                         | 3:00  |
| 12.          | Lesson 6 (Reprise)        | MacFadden                                                                                     | 1:39  |
| 13.          | Action Satisfaction (Dub) | Postic, MacFadden                                                                             | 3:55  |
| Gesamtlänge: | Gesamtlänge:              | Gesamtlänge:                                                                                  | 37:04 |